# 大洋洲語言學期刊
大洋洲語言學期刊(Oceanic Linguistics)為一份同行評審的學術期刊，旨在報導大洋洲及部分东南亚原住民語之研究。內容包括了澳大利亚原住民语言、新畿內亞巴布亞諸語言，以及南島語系(或马来-波利尼西亚语族)等諸語系。 同範圍之專題論文研究報導以「大洋洲語言學專刊」出版。

## 歷史
本期刊是由"喬治·葛雷斯"(時任教於南伊利諾大學，之後任教於夏威夷大學)所創建。於1966年(第5卷)開始由夏威夷大學出版社出版。1992年，編輯工作交給"拜倫·賓德"(夏威夷大學)，2007年再交給"約翰·林區"(南太平洋大学).
「大洋洲語言學期刊」一年出刊兩次，六月及十二月。2000年在MUSE計劃上發行第一次電子版。於JSTOR也儲備有最近三期的期刊及專刊系列之論文量。

## 外部連結
- 官方网站
- Oceanic Linguistics（页面存档备份，存于）於MUSE計劃（英语：Project MUSE）
- Oceanic Linguistics Special Publications（页面存档备份，存于）
- Oceanic Linguistics-SJR（页面存档备份，存于）